# Ferrari F2001
O  F2001  é o modelo da Ferrari da temporada de 2001 e da primeira até a terceira prova de 2002 da Fórmula 1.
Condutores: Michael Schumacher e Rubens Barrichello. Com o chassi F2001, a equipe conquistou o Mundial de Pilotos e de Construtores e com esse chassi, a equipe utilizou em 2002 nos GPs: Austrália, Malásia e Brasil (Barrichello). 

## Resultados[1][2]
(legenda) (em negrito indica pole position e itálico volta mais rápida)
| Ano  | Chassi | Motor           | Pneus | N° | Pilotos             | 1   | 2   | 3   | 4   | 5   | 6   | 7   | 8   | 9   | 10  | 11  | 12  | 13  | 14  | 15  | 16  | 17  | Pontos     | Posição |  |
| ---- | ------ | --------------- | ----- | -- | ------------------- | --- | --- | --- | --- | --- | --- | --- | --- | --- | --- | --- | --- | --- | --- | --- | --- | --- | ---------- | ------- |  |
|      |        |                 |       |    |                     |     |     |     |     |     |     |     |     |     |     |     |     |     |     |     |     |     |            |         |  |
|      |        |                 |       |    |                     | AUS | MAL | BRA | SMR | ESP | AUT | MON | CAN | EUR | FRA | GBR | GER | HUN | BEL | ITA | USA | JPN |            |         |  |
| 2001 | F2001  | Ferrari 050 V10 | B     | 1  | Michael Schumacher* | 1   | 1   | 2   | Ret | 1   | 2   | 1   | 2   | 1   | 1   | 2   | Ret | 1*  | 1   | 4   | 2   | 1   | 179*       | 1°      |  |
| 2001 | F2001  | Ferrari 050 V10 | B     | 2  | Rubens Barrichello  | 3   | 2   | Ret | 3   | Ret | 3   | 2   | Ret | 5   | 3   | 3   | 2   | 2   | 5   | 2   | 15† | 5   | 179*       | 1°      |  |
|      |        |                 |       |    |                     |     |     |     |     |     |     |     |     |     |     |     |     |     |     |     |     |     |            |         |  |
|      |        |                 |       |    |                     | AUS | MAL | BRA | SMR | ESP | AUT | MON | CAN | EUR | GBR | FRA | GER | HUN | BEL | ITA | USA | JAP |            |         |  |
| 2002 | F2001  | Ferrari 050 V10 | B     | 1  | Michael Schumacher  | 1   | 3   |     |     |     |     |     |     |     |     |     |     |     |     |     |     |     | 14*1 (221) | 1°      |  |
| 2002 | F2001  | Ferrari 050 V10 | B     | 2  | Rubens Barrichello  | Ret | Ret | Ret |     |     |     |     |     |     |     |     |     |     |     |     |     |     | 14*1 (221) | 1°      |  |

* Campeão da temporada.
† Completou mais de 90% da distância da corrida.
↑1  O restante do campeonato utilizou o chassi F2002 marcando 207 pontos (221 pontos no total).